# 鉄道博物館駅
鉄道博物館駅（てつどうはくぶつかんえき）は、埼玉県さいたま市大宮区大成町三丁目にある埼玉新都市交通伊奈線（ニューシャトル）の駅である。駅番号はNS02。
開業時の駅名は大成駅（おおなりえき）で、改称後も副称として括弧併記されている。（歴史を参照）

## 歴史
- 1983年（昭和58年）12月22日 - 大成駅として開業する[2][3]。
- 2001年（平成13年）5月1日 - 浦和市・大宮市・与野市が合併し、所在地がさいたま市となる。
- 2003年（平成15年）4月1日 - さいたま市が政令指定都市に移行し、所在地がさいたま市大宮区となる。
- 2007年（平成19年）
  - 3月18日 - ICカード乗車券「Suica」の供用を開始する[2]。
  - 10月14日 - 鉄道博物館開館に伴い、駅名を鉄道博物館駅に改称する[2]とともに、ホーム拡幅、エスカレーター・エレベーター設置、コンコース拡大、自動改札・窓口設置などの大規模改修が行われる。

なお、1906年（明治39年）から1941年（昭和16年）まで（旧）西武鉄道（開業当時は川越電気鉄道）が西武大宮線の駅として（旧）大成駅を設置していた。これは、現在の大宮駅の西側約500 m、現在のさいたま市大宮区桜木町四丁目にあたり、当駅からは1 km以上離れている。

### 鉄道博物館開業に伴う駅名変更・施設改良について
東日本旅客鉄道（JR東日本）と東日本鉄道文化財団は、2007年10月14日に鉄道博物館を当駅の東側の隣接地に開館した。
同館の開業に併せ、JR東日本は出資している埼玉新都市交通に対し、当駅の名称を「鉄道博物館駅」など利用者に分かりやすく変更するように打診した。これに対して、地元自治会からは駅名存続の要望が出されていたが、2006年12月末に埼玉新都市交通は「鉄道博物館駅」に改称し、「大成」は副駅名称として括弧表記にて残すことを決定した。さらに、さいたま市では同年度に13億円の予算を組み、2年をかけてバリアフリー対応や駅前整備事業を実施し、駅コンコースから博物館エントランスまでが一体的に整備された。

## 駅構造
相対式ホーム2面2線を有する高架駅。東北・上越新幹線の高架軌道を挟んで位置する。改札口は内宿駅側にある。エレベーター・エスカレーターおよびトイレは改札内にある。ステーションカラーは桃色。
2007年3月18日の「Suica」供用開始にあわせて、ニューシャトルの中間駅では初めて自動改札機（3通路）が設置されたほか、液晶型の発車標も設置された。
駅の前後は上下線とも勾配になっており、新幹線高架よりも数メートル（路盤面基準）低くなっている。
鉄道博物館のエントランスと一体化した構造のコンコースは広々としており、改札内には自動販売機を備えた休憩室やコインロッカーがある。余裕のある空間を活かしてニューシャトルに関連した展示がなされている。

### のりば
| 番線 | 路線                     | 行先     |
| ---- | ------------------------ | -------- |
| 1    | 伊奈線（ニューシャトル） | 内宿方面 |
| 2    | 伊奈線（ニューシャトル） | 大宮方面 |

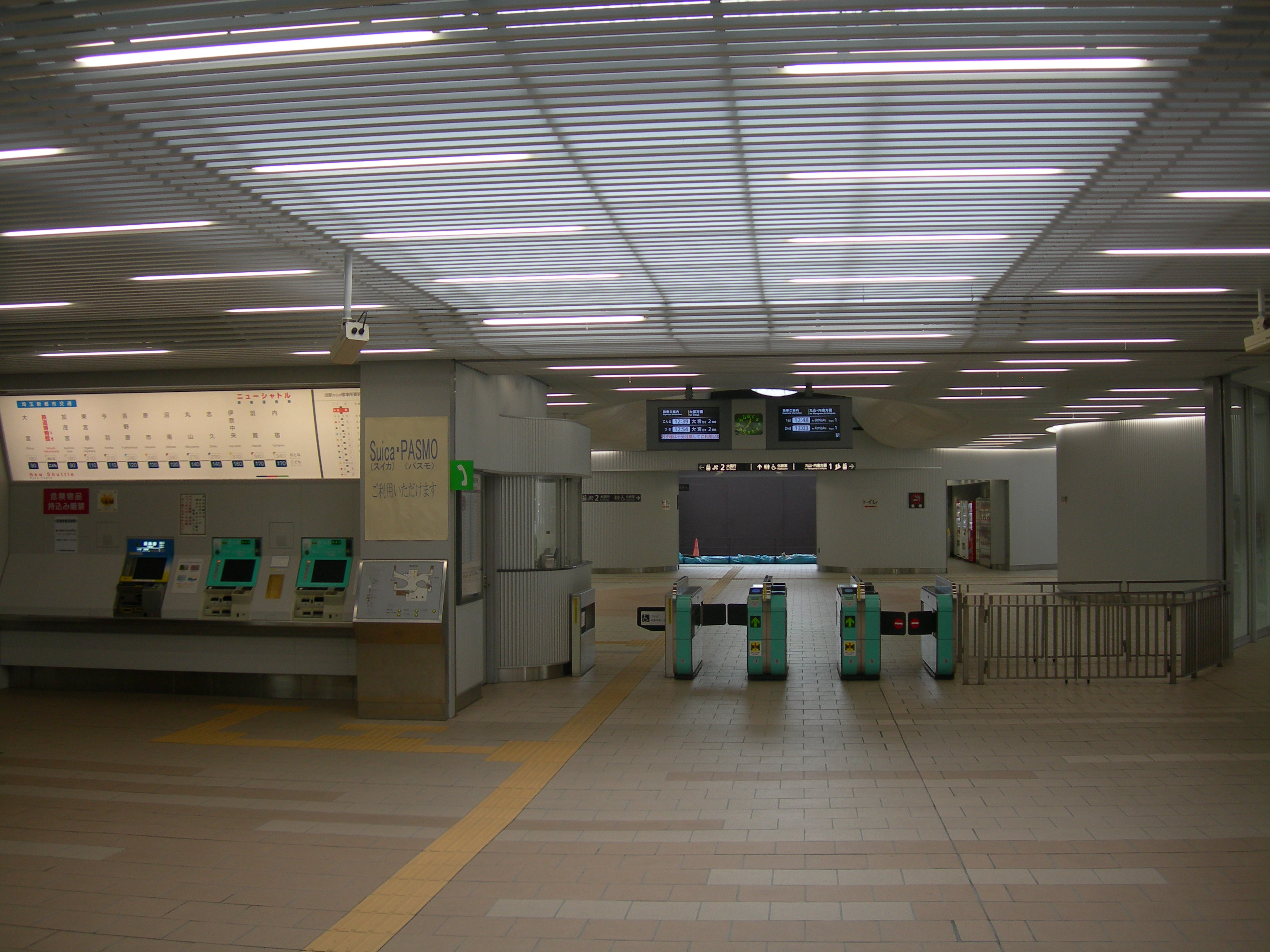
改札口（2008年9月）
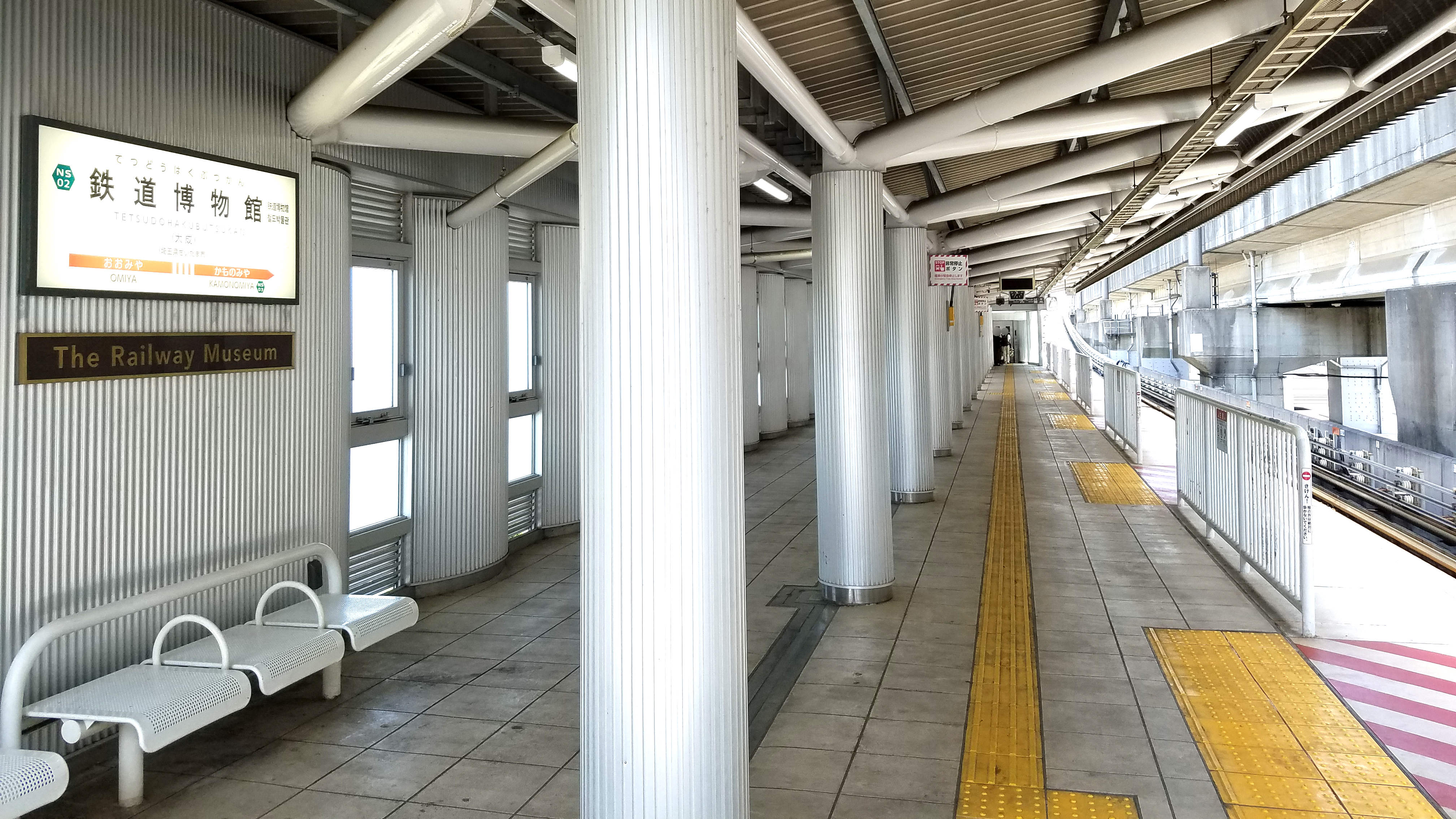
1番線ホーム（2021年5月）
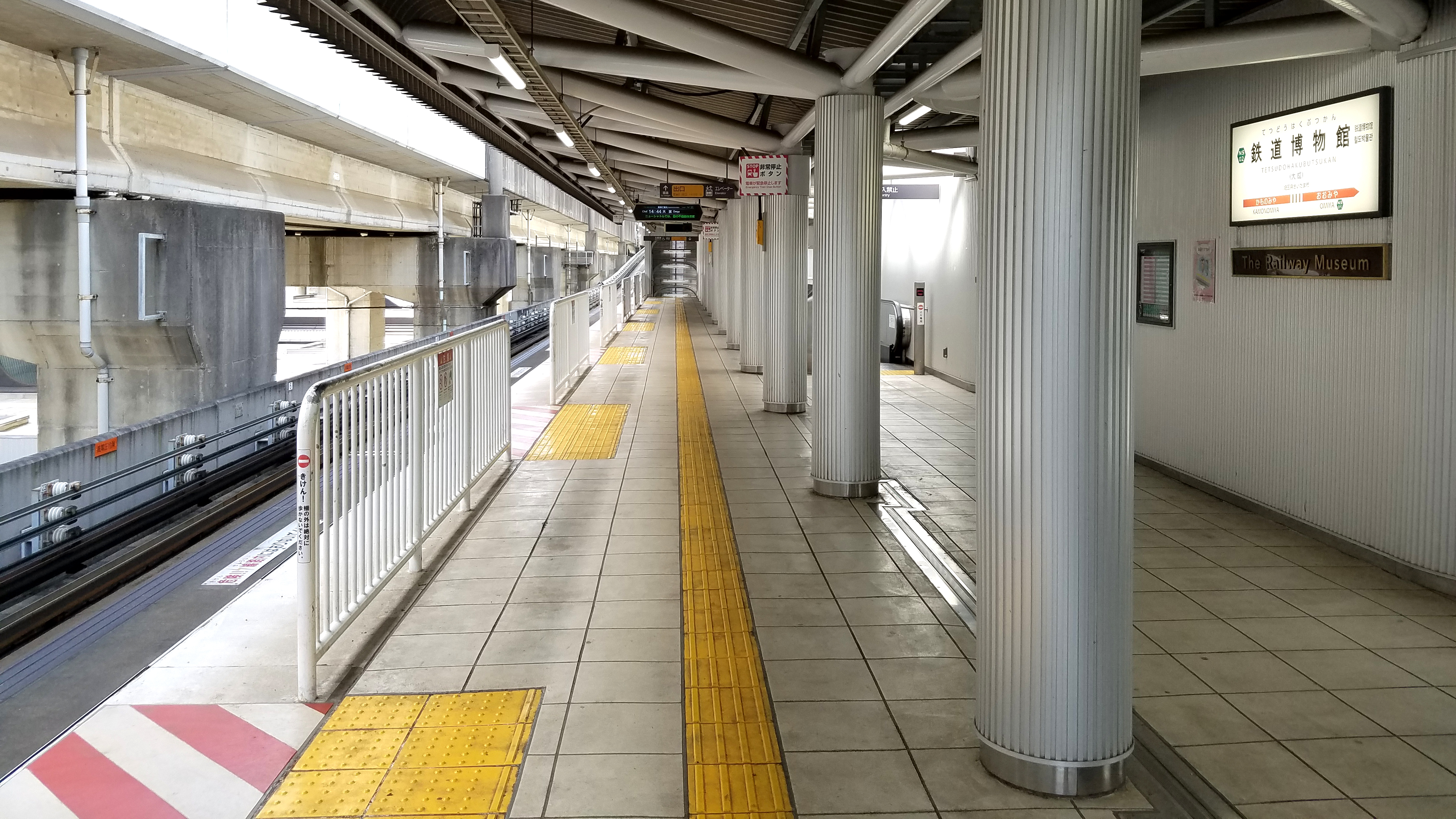
2番線ホーム（2021年5月）
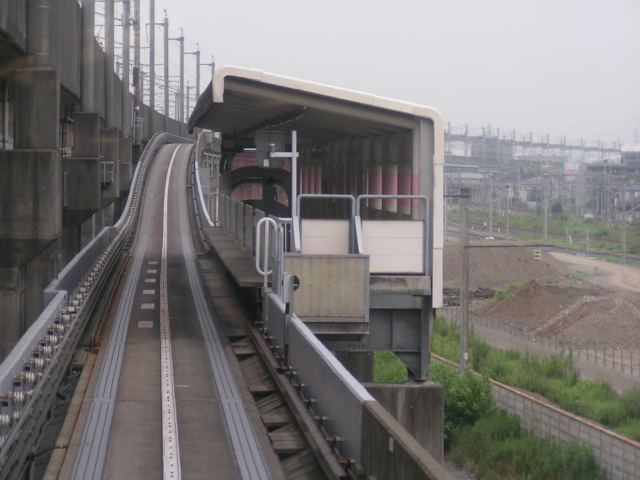
改良工事前の大宮行ホーム。右端の盛土部に鉄道博物館が建設された（2005年7月）

## 利用状況
2023年度の1日平均乗車人員は4,998人である。ニューシャトルの駅では大宮駅に次ぐ第2位で、単独駅では乗降人員が最も多い。
近年の1日平均乗車人員は下表のとおりである。
| 年度               | 1日平均 乗車人員 |
| ------------------ | ---------------- |
| 1987年（昭和62年） | 1,562            |
| 1988年（昭和63年） | 1,728            |
| 1989年（平成元年） | 1,934            |
| 1990年（平成02年） | 2,090            |
| 1991年（平成03年） | 2,427            |
| 1992年（平成04年） | 2,697            |
| 1993年（平成05年） | 2,738            |
| 1994年（平成06年） | 2,677            |
| 1995年（平成07年） | 2,700            |
| 1996年（平成08年） | 2,726            |
| 1997年（平成09年） | 2,640            |
| 1998年（平成10年） | 2,725            |
| 1999年（平成11年） | 2,665            |
| 2000年（平成12年） | 2,622            |
| 2001年（平成13年） | 2,583            |
| 2002年（平成14年） | 2,429            |
| 2003年（平成15年） | 2,451            |
| 2004年（平成16年） | 2,450            |
| 2005年（平成17年） | 2,469            |
| 2006年（平成18年） | 2,568            |
| 2007年（平成19年） | 4,223            |
| 2008年（平成20年） | 4,544            |
| 2009年（平成21年） | 3,823            |
| 2010年（平成22年） | 3,779            |
| 2011年（平成23年） | 3,788            |
| 2012年（平成24年） | 3,974            |
| 2013年（平成25年） | 4,125            |
| 2014年（平成26年） | 4,180            |
| 2015年（平成27年） | 4,454            |
| 2016年（平成28年） | 4,568            |
| 2017年（平成29年） | 4,785            |
| 2018年（平成30年） | 5,285            |
| 2019年（令和元年） | 5,150            |
| 2020年（令和02年） | 3,707            |
| 2021年（令和03年） | 4,166            |
| 2022年（令和04年） | 4,635            |
| 2023年（令和05年） | 4,998            |

## 駅周辺
- 鉄道博物館 - 駅舎が直結している

### 西側
鉄道関連施設
- JR東日本 大宮総合車両センター
- 日本貨物鉄道（JR貨物） 大宮車両所
- JR東日本 研究開発センター

公共施設・研究機関等
- 埼玉県立職業能力開発センター
- 埼玉県計量検定所
- さいたま市立大宮西部図書館
- 陸上自衛隊 大宮駐屯地
- 農業・食品産業技術総合研究機構 生物系特定産業技術研究支援センター・農業技術革新工学研究センター
- 国道17号
- 自衛隊通り（埼玉県道216号上野さいたま線）

文教施設
- 埼玉県立大宮中央高等学校
- さいたま市立日進中学校
- さいたま市立大成小学校
- さいたま市立大成中学校
- 埼玉大学教育学部附属特別支援学校

郵便局・金融機関
- 大宮西郵便局
- 川口信用金庫大宮支店

主な小売業など
- ロヂャース大成店
- ケーズデンキ大宮櫛引パワフル館
- イオン 大宮店
- おふろcafe utatane

### 東側（JR線反対側）
- 大宮中央総合病院
- 大宮郵便局
  - ゆうちょ銀行大宮店
- 東和銀行大宮北支店
- 埼玉県立歴史と民俗の博物館
- 東武鉄道野田線北大宮駅
- 旧中山道 - 埼玉県道164号鴻巣桶川さいたま線

### 路線バス
| 乗り場       | 系統                           | 主要経由地                       | 行先                      | 運行事業者       | 備考     |
| ------------ | ------------------------------ | -------------------------------- | ------------------------- | ---------------- | -------- |
| 鉄道博物館南 | さいたま市北区コミュニティバス | 北区役所・土呂駅西口・東宮原駅前 | 宮原駅東口                | 東武バスウエスト | 平日運行 |
| 鉄道博物館南 | さいたま市北区コミュニティバス | 日進駅                           | 宮原駅西口                | 東武バスウエスト | 平日運行 |
| 鉄道博物館前 | 大宮駅西口循環 （大成先回り）  | 自衛隊入口・西上小町             | 大宮駅西口 （アルシェ横） | けんちゃんバス   |          |

かつての大66系統（大宮駅西口 - 櫛引 - 土呂駅西口）のバス停留所を再利用したもので、「大成駅前」を改称して再設置した。

## ICカード乗車券について
ニューシャトルで使用可能なICカード乗車券（Suica・PASMOほか交通系ICカード全国相互利用サービスに対応するカード）の履歴表示・印字は、当駅を「鉄道博物」と表記する（Suica・PASMOが利用できるエリア〈詳細はそれぞれの記事を参照〉で行う場合に限る）。

## 隣の駅
埼玉新都市交通
 伊奈線（ニューシャトル）
大宮駅 (NS01) - 鉄道博物館駅 (NS02) - 加茂宮駅 (NS03)